# Stjepan Tomislav Poglajen
Stjepan Tomislav Poglajen (Podgorač, Našice, 1906. ‒ 1990.), hrvatski katolički svećenik, isusovac.
Poglajen je dugi niz godina živio pod lažnim identitetima djelujući u zemljama pod komunističkim režimom kao što su Slovačka, Sovjetski Savez, Kina i sl. Čitavo vrijeme tajno je obavljao svoju svećeničku službu, svjedočeći o progonu kršćana i životu "podzemne Crkve". Na Zapadu je postao poznat preko knjige God's Underground (Božje podzemlje) koju je objavio pod pseudonimom father George 1949. godine u Americi, a u kojoj je detaljno opisao svoje tajno djelovanje u teškim uvjetima komunističkoga režima.
Poglajen je rođen 1906. godine u Podgoraču kod Našica u učiteljskoj obitelji. Osnovnu školu je završio u Čepinu, gimnazĳu u Osĳeku i Travniku, a studij skolastike na isusovačkom kolegiju Vals u Francuskoj. Na glasovitom Katoličkom sveučilištu u Louvainu u Belgiji je završio studij teologije, te je za svećenika zaređen 1935. godine. Po povratku u domovinu Poglajen je obnašao različite službe.  
Bio je urednik isusovačkog časopis "Život", u kojem je - između ostalog - krajem 1930.-ih godina opširno pisao protiv nacizma i protiv komunizma.
Poglajen je bio vrlo aktivan u radu sa studentima u Hrvatskoj prije Drugoga svjetskog rata i početkom njega, ali zbog svog otpora nacizmu i komunizmu 1943. godine je prisiljen napustiti Hrvatsku. S majčinim prezimenom Kolaković otišao je u Slovačku, gdje se je pridružio slovačkim vojnim odredima, a kasnije kao časnik u Crvenoj armiji, sve vrijeme tajno obnašajući svoju svećeničku službu. 1948. godine je uhićen, zatvoren i mučen da bi naposljetku prebjegao na Zapad. Međutim Poglajen je i nakon toga nastavio svoje djelovanje u Kini i Indiji kao 'profesor Yoris. 
Za protivnike Boga i čovjeka on je bio "međunarodni špijun", na kojega su pokušavali nekoliko puta izvršiti atentat, pa je zbog toga morao živjeti u velikome oprezu i konspirativnosti. U Slovačkoj, najbliži Poglajenovi suradnici, članovi "Kolakovićevih obitelji" koji su kao podzemna Crkva nadživjeli komunizam, smatraju Poglajena vizionarom i junakom evangelizacije, svojim duhovnim učiteljem i kandidatom za oltar.
Niko Kostanić snimio je o Poglajenu dokumentarni film Božje podzemlje Stjepana Poglajena.

## Djela
- "Božje podzemlje - Ispovijest o progonu vjere u komunizmu", Verbum, Zagreb, 2006.